# Ферн (Миннесота)
Ферн (англ. Fern) — тауншип в округе Хаббард, Миннесота, США. На 2010 год его население составило 270 человек.

## География
По данным Бюро переписи населения США площадь тауншипа составляет 93,7 км², из которых 91,9 км² занимает суша, а 1,8 км² — вода (1,88 %).

## Демография
По данным переписи населения 2000 года здесь находились 209 человек, 79 домохозяйств и 54 семьи. Плотность населения — 2,3 чел./км². На территории тауншипа расположено 109 построек со средней плотностью 1,2 построек на один квадратный километр. Расовый состав населения: 99,04 % белых и 0,96 % коренных американцев.
Из 79 домохозяйств в 34,2 % воспитывались дети до 18 лет, в 58,2 % проживали супружеские пары, в 7,6 % проживали незамужние женщины и в 30,4 % домохозяйств проживали несемейные люди. 21,5 % домохозяйств состояли из одного человека, при том 5,1 % из — одиноких пожилых людей старше 65 лет. Средний размер домохозяйства — 2,65, а семьи — 3,20 человека.
26,8 % населения — младше 18 лет, 9,1 % — в возрасте от 18 до 24 лет, 31,1 % — от 25 до 44, 26,3 % — от 45 до 64, и 6,7 % — старше 65 лет. Средний возраст — 38 лет. На каждые 100 женщин приходилось 106,9 мужчин. На каждые 100 женщин старше 18 приходилось 104,0 мужчин.
Средний годовой доход домохозяйства составлял 41 000 долларов, а средний годовой доход семьи — 43 333 доллара. Средний доход мужчин — 32 083 доллара, в то время как у женщин — 21 406. Доход на душу населения составил 14 764 доллара. За чертой бедности находились 3,3 % семей и 5,7 % всего населения тауншипа.